# Вина (футболист)
Винисиус Гоис Барбоза де Соуза (порт. Vinícius Goes Barbosa de Souza; род. 15 апреля 1991, Куритиба), более известен как Винисиус (порт. Vinícius) и Вина (порт. Vina) — бразильский футболист, атакующий полузащитник саудовского клуба «Аль-Хазм».

## Клубная карьера
Вина родился в городе Куритиба (штат Парана) и занимался футболом в клубе «Парана». 20 июля 2010 года он дебютировал на профессиональном уровне, выйдя на замену во втором тайме гостевого матча против «Бразильенсе», завершившегося поражением его команды со счётом 0:3. Спустя девять дней Винисиус забил свой первый профессиональный гол, отметившись в домашнем победном (4:0) матче «Параны» с «Наутико».
30 ноября 2010 года Винисиус перешёл в «Коритибу», первоначально будучи включённым в её команду игроков до 20 лет. 26 мая 2012 года он дебютировал в бразильской Серии А, выйдя на замену в домашнем матче с «Ботафого», закончившемся поражением «Коритибы» со счётом 2:3.
29 июня 2012 года Винисиус был отдан в аренду «Жоинвилю», но уже 9 августа вернулся в «Коритибу». 7 января 2013 года он также на паравах аренды перешёл в «Лондрину», но уже в феврале был отозван оттуда из-за проблем с дисциплиной.
18 февраля 2013 года Винисиус был отдан в аренду клубу «Тупи». В ноябре 2013 года он покинул «Коритибу», за месяц до истечения срока его контракта.
Перед стартом сезона 2014 Винисиус перешёл в клуб «Бенту-Гонсалвис», но уже 17 февраля того же года подписал контракт с «Анаполисом». Все он провёл за оба клуба по шесть матчей за каждый.
20 марта 2014 года Винисиус перешёл в клуб бразильской Серии B «Наутико». В основном выходя на замену, он провёл 33 матча в чемпионате и забил пять голов. В декабре Винисиус отказался от продления контракта с клубом.
23 декабря 2014 года Винисиус подписал с «Флуминенсе» однолетний контракт. В своем дебютном матче за клуб в Серии A он забил победный гол в домашнем матче против своего бывшего клуба «Жоинвиля».
Винисиус являлся игроком стартового состава «Флуминенсе», но в июне 2015 года он получил перелом стопы, из-за чего не играл в течение двух месяцев. В ноябре Винисиус был исключён из основного состава клуба после того, как не смог договориться о продлении контракта. В следующем месяце он покинул «Флуминенсе» на фоне конфликта со своим представителем.
18 декабря 2015 года Винисиус перешёл в команду Серии A «Атлетико Паранаэнсе». Первоначально, в ходе очередного розыгрыша Лиги Паранаэнсе, он был игроком стартового состава, но затем потерял его. В августе 2016 года он был отдан в аренду «Наутико».
29 мая 2017 года, проведя первые пять месяцев сезона вне основного состава «Атлетико Паранаэнсе», Винисиус перешёл в «Баию», игравшую ещё тогда в Серии A, подписав контракт до декабря 2018 года. Он был постоянно выходил на поле в стартовом составе клуба. Винисиус запомнился там эпизодом, когда он начал праздновать забитый гол «Баии» прямо перед болельщиками «Витории», приниципиальнейшего противника его команды. Это привело к беспорядкам и удалению девяти игроков с поля в этом матче, включая и его.
11 января 2019 года Винисиус подписал двухлетний контракт с «Атлетико Минейро», за который играл редко в чемпионате Бразилии, выполняя роль запасного.
9 января 2020 года он перешёл в «Сеару», заключив с ней двухлетний контракт. В течение сезона он сменил своё прозвище на Вину, а в команде он стал ключевым игроком. За сезон 2020 года он забил 23 гола, лучший показатель в его карьере.
17 февраля 2021 года Вина продлил контракт с клубом до декабря 2024 года. В сезоне 2021 года, когда «Сеару» тренировал Гуто Феррейра, он потерял своё место в стартовом составе, но в августе всё-таки сумел его вернуть.
В 2022 году форма Вины ухудшилась, он завершил сезон с большим количеством карточек — 16 жёлтых и две красных карточки, при этом забив всего 12 голов. Например, в октябре он умудрился за три минуты получить две жёлтые карточки и тем самым заработать себе удаление. Произошло это в домашнем матче против «Гояса», завершившемся вничью 1:1. «Сеара» по итогам сезона вылетела из Серии A.
28 июля 2023 года Вина перешёл в саудовский клуб «Аль-Хазм».

## Достижения
«Коритиба»
- Чемпионат штата Парана: 2012[англ.]

«Атлетико Паранаэнсе»
- Чемпионат штата Парана: 2016[англ.]

«Баия»
- Чемпионат штата Баия: 2018[англ.]

«Сеара»
- Обладатель Кубка Нордесте: 2020[англ.] и 2023[англ.]

«Гремио»
- Чемпион штата Риу-Гранди-ду-Сул: 2023[англ.]